# Континентальная армия
Континентальная армия (англ. Continental Army) — ополчение американских колонистов, принимавших активное участие в Войне за независимость США.
Армия основана по решению Второго Континентального конгресса в 1775 году на основе отрядов минитменов (ополчения). Бессменным главой Континентальной армии был американский полковник ополчения, позже генерал Джордж Вашингтон. За всю историю потери Континентальной армии составили 6,8 тысяч бойцов погибшими. Помимо британских королевских войск, противниками Континентальной армии были также индейцы и гессенские наёмники. Начальником штаба Континентальной армии некоторое время был маркиз Лафайет. Распущена в 1783 году после заключения Парижского мирного договора, закончившего американскую войну за независимость. Уцелевшие формирования были впоследствии использованы при сформировании Армии Соединённых Штатов.

## Создание

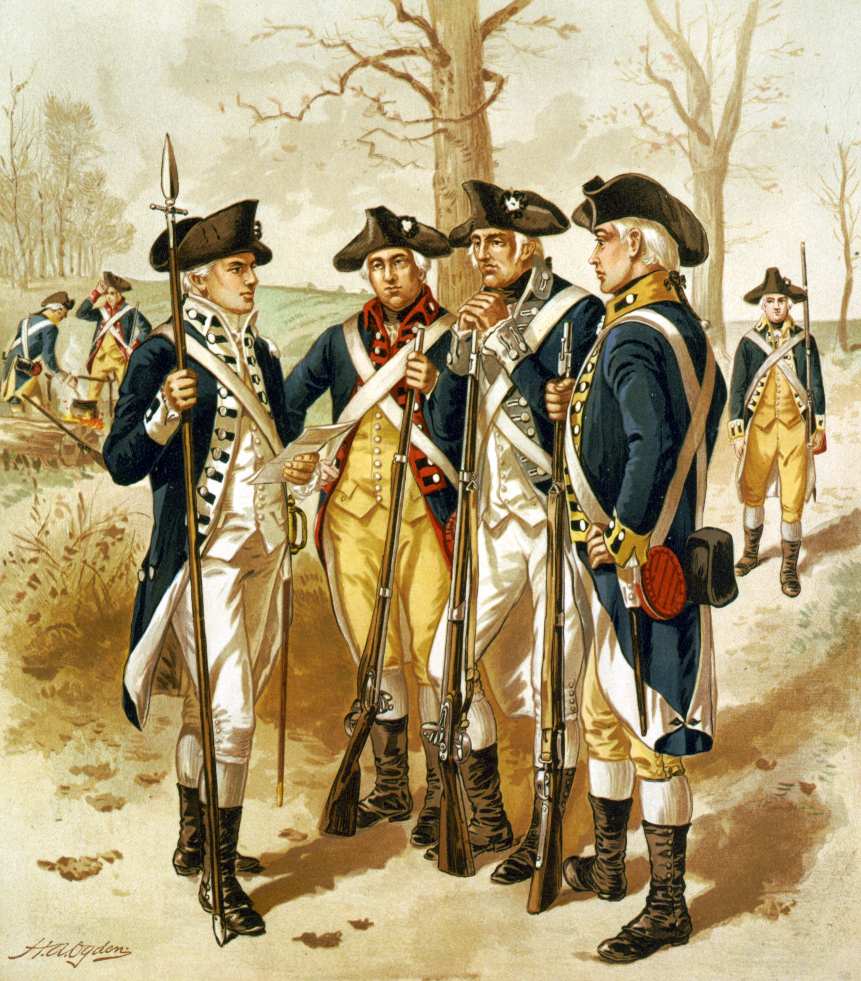
Пехота Континентальной армии

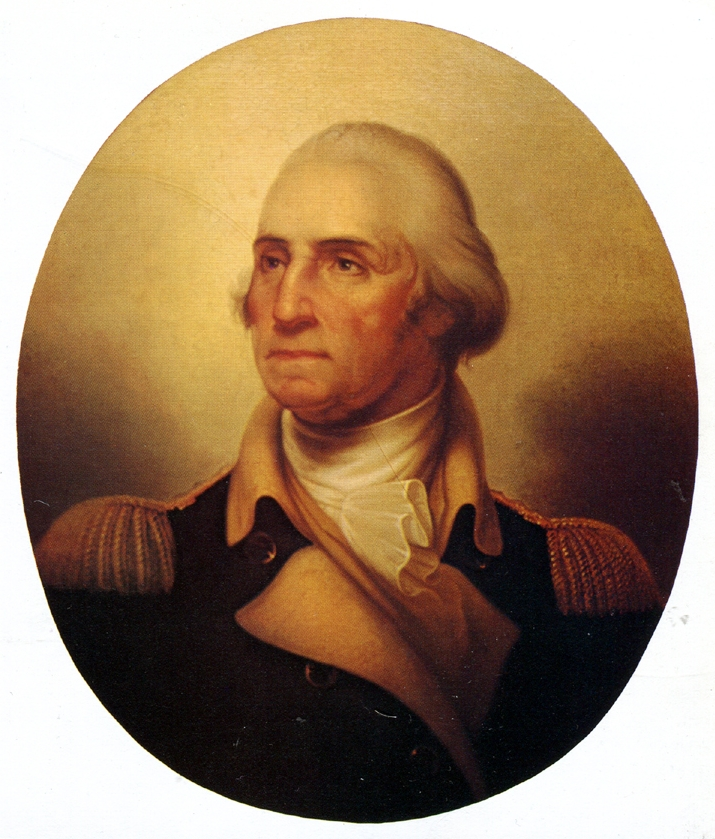
14 июня 1775 года генерал Джордж Вашингтон был назначен главнокомандующим Континентальной армии

Во время первых вооружённых столкновений британских войск с американскими колонистами (битвы при Лексингтоне и при Конкорде в 1775 году) последние вообще не имели никакой армии. Первоначально каждая из 13 британских колоний имела собственное ополчение, составленное из местных колонистов, призывавшихся на неполное время для целей местной самообороны. Нарастание напряжённости в отношениях с метрополией привело американцев к реформированию ополчения, усиление тренировок ополченцев было вызвано принятием Лондоном Невыносимых законов в 1774 году. Ричард Генри Ли выступил с предложением организовать общеамериканское ополчение, но такое предложение было отвергнуто Первым континентальным конгрессом.
После битв при Лексингтоне и Конкорде тысячи ополченцев из Новой Англии сгруппировались в районе Бостона для борьбы с британскими силами. 14 июня 1775 года Второй Континентальный конгресс постановил образовать Континентальную армию на базе ополченцев, уже находившихся в районе Бостона. Поэтому 14 июня отмечается как День рождения Армии США.
15 июня 1775 года Конгресс закрытым голосованием назначил командующим Джорджа Вашингтона, принявшего эту должность без всякой денежной компенсации. В течение нескольких дней были назначены четыре генерал-майора (Артемас Вард, Чарльз Ли, Филип Скайлер, Израэль Патнэм) и семь бригадных генералов (Сет Померой , Ричард Монтгомери, Дэвид Вустер, Виллям Хиз, Джозеф Спенсер, Джон Салливан и Натаниэль Грин).
18 июля 1775 года Конгресс попросил все колонии образовать отряды ополчения (militia companies) из «всех способных держать оружие мужчин в возрасте от шестнадцати до пятидесяти лет». Лица младше шестнадцати в ополчении не были редкостью, поскольку большинство колоний не требовало согласия родителей для лиц младше 21 года (зрелого возраста).
Континентальная армия набиралась из граждан, их служба оплачивалась. На первом этапе сроки службы были короткими, так как Конгресс опасался превращения ополчения в постоянную армию. Начиная с зимы 1776—1777 стандартные сроки были увеличены от одного до трёх лет. Общая численность Континентальной армии никогда не превышала 27 000 человек.
15 июня 1775 года Конгресс постановил официально превратить массачусетских ополченцев под Бостоном в Континентальную армию и учредил должность главнокомандующего, которым стал Джордж Вашингтон. В те же дни были избраны четыре генерал-майора: Артемас Вард, Чарльз Ли, Филип Скайлер и Израэль Патнэм.
В 1775 году Джордж Вашингтон организовал ополченцев Новой Англии, осаждающих Бостон, в три дивизии Континентальной армии, кроме того, десять полков под командованием генерал-майора Филипа Скайлера предприняли неудачное вторжение в Канаду.

### Кампания в Нью-Йорке и Нью-Джерси
В марте — апреле 1776 года, во время прибытия в Нью-Йорк, Континентальная армия состояла из 25-ти полков общей численностью 9000 человек. Она была разделена на пять бригад, которыми командовали Спенсер, Хет, Салливан, Грин и Стирлинг. В конце апреля бригада Стирлинга была отправлена в Канаду, поэтому в Нью-Йорке осталось четыре бригады: три на Манхэттене и одна в Бруклине. Предполагалось, что эта армия будет усилена ополчением и к конце лета будет насчитывать 28 500 человек. По мере подхода подкреплений армию снова переформировали, на этот раз в пять дивизий:
- Дивизия Исраэля Патнэма
  - Бригада Джеймса Клинтона
  - Бригада Джона Морина
  - Бригада Джона Феллоуса[англ.]
- Дивизия Уильяма Хета
  - Бригада Томаса Миффлина
  - Бригада Джорджа Клинтона
- Дивизия Джозефа Спенсера
  - Бригада Самуэля Парсонса[англ.]
  - Бригада Джеймса Уодсворта
- Дивизия Салливана
  - Бригада Стирлинга
  - Бригада Александра Макдугала[англ.]
- Дивизия Натаниеля Грина
  - Бригада Джона Никсона
  - Бригада Натаниеля Херда
  - Бригада Оливера Уолкотта[англ.]
  - Бригада Натаниеля Вудхалла[англ.]

В 1776 году сроки службы многих солдат уже истекли, поэтому началась реорганизация, кроме того, предпринимались попытки расширить базу набора за пределы Новой Англии. Армия 1776 года состояла из 36-ти полков, однако почти все эти полки состояли лишь из одного батальона силой в 768 человек (британский полк обычно состоял из 3 батальонов).

### Филадельфийская кампания
В 1777—1780 годах Континентальной армии пришлось столкнуться со значительными силами британцев. Численность была определена в 88 батальонов, главнокомандующий Джордж Вашингтон получил полномочия своей властью набирать дополнительно 16 батальонов. Сроки службы были увеличены до трёх лет или «до окончания войны».

### Сражение при Монмуте
В 1781—1782 годах армия столкнулась с серьёзным кризисом. Конгресс стал банкротом и оказался не в состоянии выплачивать жалованье солдатам, призванным на три года. Вашингтону пришлось столкнуться с мятежами в «линиях» (бригадах) Пенсильвании и Нью-Джерси.
В 1783—1784 годах преемником Континентальной армии стала Армия США. Сразу же после заключения мира с британцами большинство полков было распущено.

## Демобилизация
3 июня 1784 года Конгресс принял решение о создании Армии США. Небольшие силы были оставлены в Вест-Пойнте и нескольких пограничных аванпостах, основные силы Континентальной армии были распущены.
Переход к армии мирного времени начался в апреле 1783 года по запросу комитета конгресса под председательством Александра Гамильтона. 2 мая главнокомандующий обсудил этот вопрос с высшими офицерами.
По предложению Вашингтона были образованы четыре основных компонента вооружённых сил: небольшая регулярная армия, единообразно обученное и организованное ополчение, система арсеналов и военная академия для обучения артиллеристов и военных инженеров. Он запрашивал четыре полка, каждый на отдельный сектор границы, и один артиллерийский полк.
2 ноября 1783 года Джордж Вашингтон издал Прощальный приказ по армии, опубликованный в газетах Филадельфии. 14 января 1784 года Конгресс ратифицировал Парижский договор от 3 сентября 1783 года, закончив тем самым войну за независимость.
Предложения Джорджа Вашингтона по организации армии мирного времени были отклонены. Умеренные делегаты предложили установить численность армии в 900 человек в составе трёх пехотных батальонов и одного артиллерийского. Однако и это предложение было отклонено из-за разногласий штатов Нью-Йорк и Массачусетс.
2 июня Конгресс приказал распустить армию в полном составе, за исключением 25 человек в Форте Питт и 55 в Вест-Пойнте. На следующий день был принят компромисс, определивший численность армии в 700 человек, набираемых в четырёх штатах (Пенсильвания, Нью-Йорк, Коннектикут, Нью-Джерси) на срок службы в 1 год. Конгресс уполномочил военного секретаря организовать 8 пехотных рот и 2 артиллерийских. Таким образом медленно был набран 1-й американский полк, возглавленный ветеранами Войны за независимость и унаследовавший традиции Континентальной армии.